# Archidiecezja Gwangju
Archidiecezja Gwangju (łac. Archidioecesis Kvangiuensis, kor. 천주교 광주대교구) – rzymskokatolicka archidiecezja ze stolicą w Gwangju, w Korei Południowej.
31 grudnia 2010 w diecezji służyło 309 kapłanów, z czego 283 było Koreańczykami a 26 obcokrajowcami. W seminarium duchownym kształciło się 87 alumnów.
W 2023 w diecezji służyło 120 braci i 531 sióstr zakonnych.
Kościół katolicki na terenie archidiecezji prowadzi 2 szpitale, 1 klinikę oraz 90 instytucji pomocy społecznej. W diecezji znajdują się również 2 katolickie uniwersytety dla osób świeckich.

## Metropolia Gwangju
Sufraganami arcybiskupa Gwangju są biskupi diecezji:
- Czedżu
- Jeonju

## Historia
13 kwietnia 1937 papież Pius XI bullą Quidquid Christi Evangelio erygował prefekturę apostolską Kwoszu. Dotychczas wierni z tych terenów należeli do wikariatu apostolskiego Taiku (obecnie archidiecezja Daegu).
12 lipca 1950 zmieniono nazwę na prefektura apostolska Gwangju.
21 stycznia 1957 prefektura apostolska Gwangju została podniesiona do rangi wikariatu apostolskiego.
10 marca 1962 papież Jan XXIII wyniósł wikariat apostolski Gwangju do rangi archidiecezji.
28 czerwca 1971 z archidiecezji Gwangju odłączyła się diecezja Czedżu.
W maju 1984 archidiecezję odwiedził papież Jan Paweł II.

## Ordynariusze

### Prefekci apostolscy Kwoszu
- Owen MacPolin SSCME (1937–1941)
  - Thomas Asagoro Wakida[1] (1943–1945) administrator apostolski
- Owen MacPolin SSCME (1945–1949)
- Patrizio Tommaso Brennan SSCME (1948–1950)

### Prefekci apostolscy Gwangju
- Patrizio Tommaso Brennan SSCME (1950–1952)
  - Harold William Henry[2] SSCME (1950–1957) administrator apostolski sede plena

### Wikariusz apostolski Gwangju
- Harold William Henry SSCME (1957–1962)

### Arcybiskupi Gwangju
- Harold William Henry SSCME (1962–1971) zrezygnował, aby arcybiskupem mógł zostać Koreańczyk; następnie mianowany administratorem apostolskim prefektury apostolskiej Czedżu
- Peter Han Kong-ryel (1971–1973)
- Victorinus Youn Kong-hi (1973–2000) w latach 1975–1981 także przewodniczący Konferencji Episkopatu Korei
- Andreas Choi Chang-mou (2000–2010) w latach 2002–2005 także przewodniczący Konferencji Episkopatu Korei
- Hyginus Kim Hee-joong (2010–2022) w latach 2014–2020 także przewodniczący Konferencji Episkopatu Korei
- Simon Ok Hyun-jjn (od 2022)